# Eurith D. Rivers
Eurith Dickinson "Ed" Rivers, född 1 december 1895 i Howard County, Arkansas, död 11 juni 1967 i Atlanta, Georgia, var en amerikansk politiker (demokrat). Han var Georgias guvernör 1937–1941.
Rivers gifte sig 1914 med Mattie Lucille Lashley och paret fick två barn. År 1923 avlade han juristexamen vid LaSalle Extension University i Illinois. Han arbetade som åklagare i Grady County och därefter som publicist i Lanier County. År 1924 blev han invald i delstatens representanthus och två år senare i delstatens senat. Samtidigt som han höjde sin profil i delstatens lagstiftande församling var Rivers även medlem i Ku Klux Klan. Under 1930-talet ändrade Rivers sin kurs vänsterut då Georgia drabbades av stora depressionen, varmed han stödde president Franklin D. Roosevelts reformprogram New Deal. Rivers reformpolitik i Georgia kallas "Little New Deal".
Rivers efterträdde 1937 Eugene Talmadge som guvernör och efterträddes 1941 av företrädaren Talmadge. Rivers avled 1967 och gravsattes på City Cemetery i Lakeland.